# Gillian Murphy
Gillian Murphy (* 1979) ist eine US-amerikanische Balletttänzerin. Sie hat beim American Ballet Theatre den Status eines Principal Dancer inne.
Murphy ist in Florence (South Carolina) aufgewachsen, wo sie auch begann, Ballettunterricht zu nehmen. Ihre Ausbildung absolvierte sie an der North Carolina School of Arts bei der kanadischen Ballerina Melissa Hayden. 
Im August 1996 nahm das American Ballet Theatre sie als Tänzerin im Corps de ballet unter Vertrag, 1999 wurde sie Solistin, 2002 folgte die Ernennung zum Principal Dancer.
Murphy hat nahezu alle Solorollen im breit gefächerten Repertoire des American Ballet Theatre getanzt, darunter in einer TV/DVD-Produktion von Schwanensee (Rolle: Odette/Odile, 2005).
Seit 2012 ist sie auch Principal Guest Artist beim Royal New Zealand Ballet.

## Auszeichnungen und Preise
- Trägerin des Prix de Lausanne Espoir (1995)
- Preisträgerin der National Foundation for Advancement in the Arts (1996)
- Stipendium der Princess Grace Foundation USA (1998)